# De fire Vinde
De fire Vinde er en skulptur af Henrik Starcke fra 1960. Skulpturen er udført i kobber, rustfrit stål og emalje og forestiller de fire vinde (østen-, vesten-, norden-, søndenvinden) symboliseret ved fire figurer, der rækker ud mod verdenshjørnerne.
Skulpturen blev opstillet i Københavns Lufthavn i 1964 som et vartegn for lufthavnen i forbindelse med opførelsen af Terminal 2, . 
Oprindeligt stod skulpturen lige foran terminalen, men er blevet flyttet flere gange i forbindelse med diverse udbygninger af lufthavnen. Den har fra 1991 til 1999 været opmagasineret på grund af ombygning. 
Senest har den været placeret i et grønt område ved siden af parkeringshuset P4, der ligger over for Terminal 2. I forbindelse med etablering af Kiss & Fly i stueetagen af P4 er De fire Vinde fra september 2016 flyttet en anelse mod syd, så skulpturen står lige efter Rundkørsel Vest og på højre side af indkørslen til P4 Kiss & Fly og Terminal 2.
Skulpturen er blandt andet kendt fra Olsenbanden filmene, hvor den viste, at banden var i lufthavnen. 
De nyudklækkede studenter fra Tårnby Gymnasium har indtil omkring 2014 danset rundt om De fire Vinde.
55°37′47.36″N 12°38′35.70″Ø / 55.6298222°N 12.6432500°Ø